# Château de Stolberg
Le château de Stolberg (Schloß Stolberg) est un château du XIIIe siècle qui domine Stolberg dans les montagnes du Harz (Saxe-Anhalt). Il a été restauré en 2003 par la Deutsche Stiftung Denkmalschutz (Fondation allemande pour la protection des monuments). C'était jusqu'à son expulsion en 1945 la résidence de la Maison de Stolberg.

## Historique

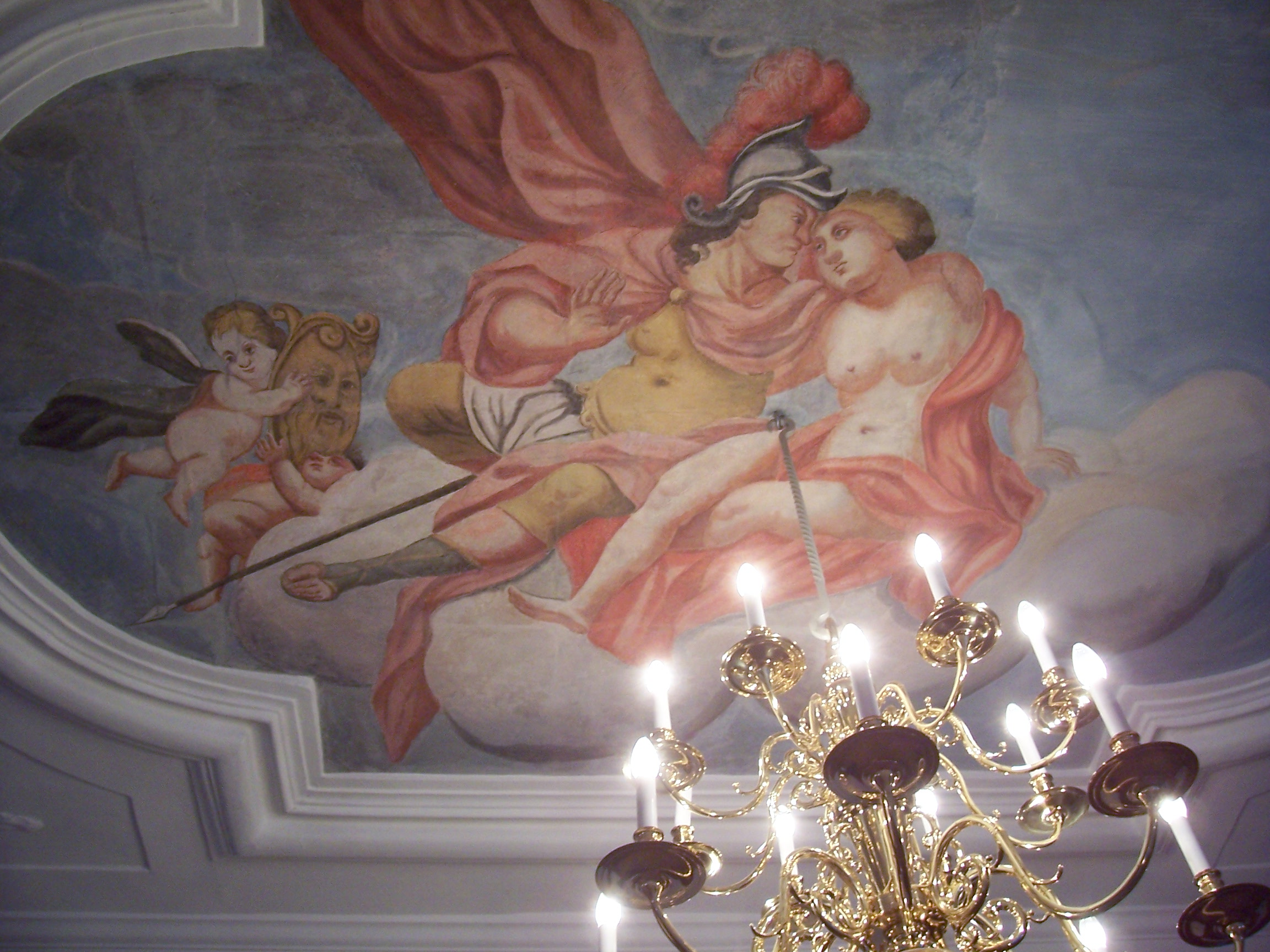
Fresque d'un plafond

La tour ronde est la partie la plus ancienne du château, car elle date de 1200 et ses parties les plus récentes datent de la Renaissance, entre 1539 et 1547. La grande salle de réception d'architecture classique se trouve dans l'aile sud-ouest, comme le salon rouge décoré par Karl Friedrich Schinkel. Le château de Stolberg est réaménagé entre 1690 et 1700 et a gardé son apparence de l'époque. Les princes de Stolberg-Stolberg y ont demeuré jusqu'à leur expulsion par les communistes en 1945.
Le château devient en 1947 une maison de vacances pour le syndicat Freier Deutscher Gewerkschaftsbund. Lorsque la République démocratique allemande s'effondre en 1990, il passe au Treuhand et un investisseur privé l'achète en 1993 pour y ouvrir un hôtel. Cependant la toiture mal restaurée est à l'origine de dommages et le projet d'hôtel ne se concrétise pas. Le château reste vide et en danger de dégradation. Finalement l'État de Saxe-Anhalt passe un accord en 2002 avec la Deutsche Stiftung Denkmalschutz qui restaure l'ensemble.
L'aile princière (Fürstenflügel) ouvre ses portes en 2008 et la chapelle du château est reconsacrée en 2009. C'est un total de 12 millions d'euros à la date de 2008 qu'il a fallu réunir pour la restauration du château. Cette somme a été partagée par l'État de Saxe-Anhalt, la municipalité de Stolberg, l'Union européenne et la Deutsche Stiftung Denkmalschutz. Une partie du château est ouverte au public depuis mars 2008. Certaines salles peuvent être louées pour des réceptions privées.

## Liens externes

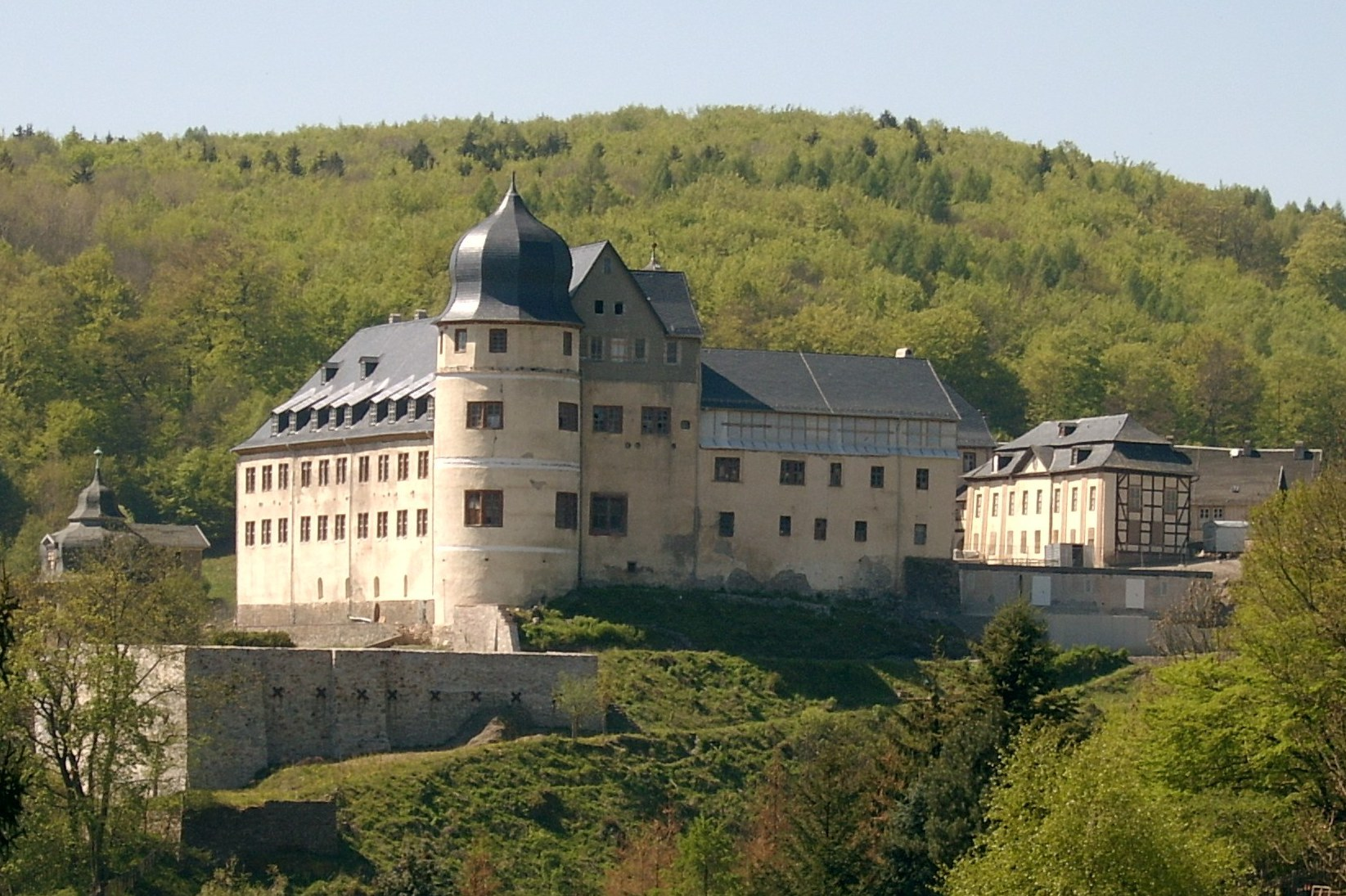
Entrée du château

## Source
- (de) Cet article est partiellement ou en totalité issu de l’article de Wikipédia en allemand intitulé « Schloss Stolberg » (voir la liste des auteurs).